# Sultan ibn Salman Al Su’ud
Sultan ibn Salman ibn Abd al-Aziz Al Su’ud (arab. سلطان بن سلمان بن عبد العزيز آل سعود, ur. 27 czerwca 1956 w Rijadzie) – saudyjski książę, astronauta.
Jest synem saudyjskiego króla Salmana. Początkowo kształcił się w Rijadzie, później studiował nauki polityczno-społeczne w Syracuse University w USA. W 1982 został pracownikiem naukowym Departamentu Komunikacji Międzynarodowej Ministerstwa Komunikacji Arabii Saudyjskiej, w 1984 był zastępcą dyrektora saudyjskiego Komitetu Informacji Olimpijskiej na olimpiadzie w Los Angeles. W 1985 został pułkownikiem saudyjskich królewskich sił powietrznych. Od 17 do 24 czerwca 1985 jako specjalista ładunku odbywał lot kosmiczny w ramach misji STS-51-G na pokładzie promu kosmicznego Discovery, spędzając w kosmosie 7 dni, 1 godzinę i 38 minut. W 1989 i ponownie w 1992 został wybrany przewodniczącym Stowarzyszenia Dobroczynnego na Rzecz Niepełnosprawnych Dzieci, a także przewodniczącym Komisji Powierniczej dla Centrum Badań nad Niepełnosprawnością nazwanego jego imieniem. Jest też honorowym prezesem Saudyjskiego Stowarzyszenia Al-Umran (specjalizującego się w budownictwie). Jest żonaty, ma trójkę dzieci.
Stowarzyszenie Uczestników Lotów Kosmicznych (Association of Space Explorers) przyznało mu Universal Astronaut Insignia za lot orbitalny (nr 173).